# (640) Brambilla
(640) Brambilla ist ein Asteroid des Hauptgürtels, der am 29. August 1907 vom deutschen Astronomen August Kopff in Heidelberg entdeckt wurde. 
Benannt wurde der Asteroid nach Prinzessin Brambilla, einer Novelle von E. T. A. Hoffmann.